# Tom Brennan
Thomas F. "Tom" Brennan (nacido el 6 de agosto de 1930 en Brooklyn, Nueva York y fallecido el 11 de febrero de 1990) fue un jugador de baloncesto estadounidense que disputó una temporada en la NBA. Con 1,91 metros de estatura, jugaba en la posición de alero.

## Trayectoria deportiva

### Universidad
Jugó durante su etapa universitaria con los Wildcats de la Universidad de Villanova.

### Profesional
Fue elegido en el Draft de la NBA de 1952 por Philadelphia Warriors, con los que no jugó hasta la temporada 1954-55, disputando sólo once partidos, en los que únicamente anotó 10 puntos.

## Estadísticas de su carrera en la NBA

### Temporada regular
| Temporada | Edad | Equipo                | Liga | Pos. | P  | TIT | MIN | TC  | TCA | %TC  | 3P | 3PA | %3P | TL  | TLA | %TL | R.OF. | R.DEF. | REB | ASIS | ROB | TAP | PER | FP  | PTS |
| 1954-55   | 24   | Philadelphia Warriors | NBA  | SF   | 11 |     | 4.7 | 0.5 | 1.0 | .455 |    |     |     | 0.0 | 0.0 |     |       |        | 0.5 | 0.2  |     |     |     | 0.5 | 0.9 |
| Total     |      |                       | NBA  |      | 11 |     | 4.7 | 0.5 | 1.0 | .455 |    |     |     | 0.0 | 0.0 |     |       |        | 0.5 | 0.2  |     |     |     | 0.5 | 0.9 |